# Dyau (chaty de Merenra I)
| D | a · xt | w |

| D | a · xt | w |

Dyau fue chaty (visir) de Merenra Nemtyemsaf y de Neferkara Pepy; era tío de ambos ya que sus hermanas Anjnesmeryra I y Anjnesmeryra II (renombradas como Anjesenpepi I y II) eran esposas de Meryra Pepy, madres respectivamente de Merenra y Neferkara. Junto con la segunda garantizó la regencia durante la minoría de edad de Neferkara Pepy.
Era miembro de una influyente familia de Abidos, su madre Nebet era chaty y su padre fue el nomarca de Abidos Jui. No se sabe cuándo fue nombrado chaty, aunque se supone que tuvo que ver con los matrimonios de sus hermanas. No hay duda alguna sobre que Djau ya estaba en el cargo cuando su sobrino Pepi II, hijo de Anjesenpepi II, se convirtió en faraón.

## Vestigios
Auguste Mariette descubrió en Abidos los restos de un monumento levantado a su memoria cuyos restos se habían reutilizado en el santuario de Osiris, pero que originalmente formaban parte de un monumento funerario o del cenotafio situado en la necrópolis de la ciudad, donde estaba su tumba. 
Dyau figura con sus títulos y funciones e indica con precisión su parentesco con el joven Meryra Pepy y su madre. El texto que lo cita también los trabajos que hizo para el santuario de Osiris y para los monumentos funerarios de Merenra Nemtyemsaf y de Anjnesmeryra, a la que se cita y figura en este monumento. Por último, cita los trabajos que supervisó para el monumento funerario del joven Neferkara Pepy, aunque ya no estaba en el cargo cuando esta última se decoró.
Este texto da una preciosa información genealógica sobre la historia del final de la sexta dinastía ya que revela que Dyau y sus hermanas no eran sangre real, dado que se nombra a sus padres, Jui y Nebet, como simples particulares; Jui era un alto funcionario que llegó a nomarca de Abidos, cargo de gran prestigio puesto que en esa época el nomo era un centro religioso y administrativo que en el período siguiente ejerció el control real del Alto Egipto.
También es mencionado en dos reales decretos de Abidos y Coptos, uno de los cuales es el censo del año 11. 

### Citas
1. ↑  Grimal: op. cit. pág. 89.

- Datos: Q657701